# Gelkenes
Gelkenes est un hameau qui fait partie de la commune de Molenlanden dans la province néerlandaise de Hollande-Méridionale.
Gelkenes est situé sur le Waal ; le hameau a une liaison par bac avec Schoonhoven.